# Mayim Bialik
Mayim Chaya Bialik (San Diego, Kalifornia, 1975. december 12. –) amerikai színész, idegtudós, író. 1991 és 1995 között címszerepet játszott a Blossom című sitcomban. 2010 és 2019 között alakította Dr. Amy Farrah Fowlert a CBS Agymenők című sorozatában. A szerepért háromszor jelölték Emmy-díjra és elnyerte a Critic's Choice Television legjobb komédia mellékszereplőnek járó díját.

## Fiatalkora
Mayim Bialik 1975. december 12-én született San Diegóban. Felmenői Lengyelország, Csehország és Magyarország területéről emigráltak az Amerikai Egyesült Államokba. Bialikot reformer zsidóként nevelték fel, de jelenleg ortodox zsidónak tartja magát. Neve héberül vizet jelent.
A Walter Reed Junior High Schoolba járt, de a North Hollywood High Schoolban érettségizett le 1993-ban. A Blossom sorozat végeztével tovább folytatta tanulmányait a Kaliforniai Egyetemen. Alapdiplomáját idegtudomány, héber és zsidó tanulmányokból szerezte és neurológia tanulmányait tovább folytatta. 2005-ben abbahagyta tanulmányait, hogy visszatérhessen a színészkedéshez. 2007-ben Ph.D. minősítést szerzett idegtudományból. A disszertációja a Prader-Willi-szindrómában szenvedő betegek hipotalamikus aktivitását vizsgálta.

## Díjak és jelölések
| Év   | Díj                                  | Kategória                                                           | Jelölt     | Eredmény |
| ---- | ------------------------------------ | ------------------------------------------------------------------- | ---------- | -------- |
| 1988 | 10. Fiatal Művészek Díja             | Legjobb fiatal színésznő mozgóképvígjátékban vagy fantasy-ban       | Barátnők   | Elnyerte |
| 1990 | 11. Fiatal Művészek Díja             | Legjobb fiatal színésznő vendégszereplése egy televíziós sorozatban | Empty Nest | Jelölve  |
| 1992 | 13. Fiatal Művészek Díja             | Legjobb fiatal színésznő új televíziós sorozatban                   | Blossom    | Jelölve  |
| 1993 | 14. Fiatal Művészek Díja             | Kiemelkedő fiatal komédiás televíziós sorozatban                    | Blossom    | Jelölve  |
| 2012 | 64. Emmy-díj                         | Kiemelkedő fiatal komédiás televíziós sorozatban                    | Agymenők   | Jelölve  |
| 2012 | Online Film Critics Society          | Kiemelkedő fiatal komédiás televíziós sorozatban                    | Agymenők   | Elnyerte |
| 2012 | 19. Screen Actors Guild-díj          | Kiváló teljesítmény egy komédia sorozatban                          | Agymenők   | Jelölve  |
| 2012 | 17. Satellite Award                  | Legjobb mellékszereplő - sorozat, minisorozat vagy televíziós film  | Agymenők   | Jelölve  |
| 2013 | 65. Emmy-díj                         | Kiváló teljesítmény egy komédia sorozatban                          | Agymenők   | Jelölve  |
| 2013 | Online Film Critics Society          | legjobb mellékszereplő komédia sorozatban                           | Agymenők   | Elnyerte |
| 2013 | 20. Screen Actors Guild-díj          | Kiváló teljesítmény egy komédia sorozatban                          | Agymenők   | Jelölve  |
| 2013 | 20. Screen Actors Guild-díj          | Kiemelkedő teljesítmény női színész által egy komédia sorozatban    | Agymenők   | Jelölve  |
| 2014 | 66. Emmy-díj                         | legjobb mellékszereplő komédia sorozatban                           | Agymenők   | Jelölve  |
| 2014 | 21. Screen Actors Guild-díj          | Kiváló teljesítmény egy komédia sorozatban                          | Agymenők   | Jelölve  |
| 2014 | Online Film Critics Society          | legjobb mellékszereplő komédia sorozatban                           | Agymenők   | Jelölve  |
| 2014 | 4.Critics' Choice Television Awards  | legjobb mellékszereplő komédia sorozatban                           | Agymenők   | Jelölve  |
| 2014 | Young Hollywood Awards               | legjobb pár a képernyőn(Jim Parsonsal)                              | Agymenők   | Jelölve  |
| 2014 | TV Guide Awards                      | kedvenc páros (Jim Parsonsal)                                       | Agymenők   | Jelölve  |
| 2015 | Critics' Choice Television Awards    | legjobb mellékszereplő komédia sorozatban                           | Agymenők   | Jelölve  |
| 2015 | 67. Emmy-díj                         | Kiemelkedő mellékszereplő egy komédia sorozatban                    | Agymenők   | Jelölve  |
| 2016 | 6. Critics' Choice Television Awards | legjobb mellékszereplő komédia sorozatban                           | Agymenők   | Elnyerte |

## Fordítás
Ez a szócikk részben vagy egészben  a   Mayim_Bialik című angol Wikipédia-szócikk ezen változatának fordításán alapul.  Az eredeti cikk szerkesztőit annak laptörténete sorolja fel. Ez a jelzés csupán a megfogalmazás eredetét és a szerzői jogokat jelzi, nem szolgál a cikkben szereplő információk forrásmegjelöléseként.

## További információ
- Hivatalos oldal
- Mayim Bialik a Facebookon
- Mayim Bialik a PORT.hu-n (magyarul)
- Mayim Bialik az Internetes Szinkronadatbázisban (magyarul)
- Mayim Bialik az Internet Movie Database-ben (angolul)
- Mayim Bialik a Rotten Tomatoeson (angolul)